# Gimnazjum nr 1 w Nowej Rudzie
Gimnazjum nr 1  im. Zjednoczonej Europy w Nowej Rudzie – składało się z budynku A wzniesionego w latach 1882–1884 jako nowa szkoła katolicka; budynku B – progimnazjum powstałego w 1909 r.  oraz sali gimnastycznej. Od 1 września 2017 r. siedziba Szkoły Podstawowej nr 2.

## Nowa szkoła katolicka
Nową szkołę katolicką zbudowano  w stylu historyzmu, czyli neoklasycyzmu złączonego ze stylem arkadowym, mającym związek ze stylem florenckim reprezentowanym przez szkołę berlińską. 10 września 1945 r. w obiekcie rozpoczęła działalność Szkoła Podstawowa nr 1.  We wrześniu 1947 r. szkoła została połączona z gimnazjum, co dało początek  11-klasowej Szkole Ogólnokształcącej Stopnia Podstawowego i Licealnego Towarzystwa Przyjaciół Dzieci (w szkołach TPD nie prowadzono nauki religii). W 1966 r. podzielono jedenastkę na szkołę podstawową i liceum ogólnokształcące. W 1982 r. Szkoła Podstawowa nr 1 otrzymała imię Jana Kochanowskiego. Instytucja istniała do końca czerwca 2004 r., kiedy budynek przejęło Gimnazjum nr 1 powstałe w 1999 r. W związku z reformą edukacji 1 września 2017 w tym budynku rozpoczęła kształcenie ośmioletnia szkoła podstawowa.

## Progimnazjum
Progimnazjum wybudowano w stylu neoklasycyzmu połączonego z neobarokiem, odwołującym się do czasów panowania Fryderyków: I Pruskiego, Wilhelma I Pruskiego, II Wielkiego, Wilhelma II Pruskiego. W czasie II wojny światowej mieściło szpital wojskowy. We wrześniu 1945 r. w obiekcie rozpoczęło działalność liceum ogólnokształcące. W 1946 r. liceum otrzymało imię Henryka Sienkiewicza z okazji 100 rocznicy urodzin noblisty. W 1966 r. podzielono jedenastkę na szkołę podstawową i liceum ogólnokształcące.  W czerwcu 1974 r. nastąpiła przeprowadzka liceum do nowej siedziby przy os. Piastowskim 17. We wrześniu 1999 r. inauguracją nowego roku szkolnego zapoczątkowało pracę Gimnazjum nr 1, które 14.06.2002 r. otrzymało imię Zjednoczonej Europy. W związku z reformą edukacji 1 września 2017 w tym budynku rozpoczęła kształcenie ośmioletnia szkoła podstawowa.

## Pomnik żołnierzy
W 1885 r. przed szkołą katolicką postawiono pomnik żołnierzy (Kriegerdenkmal) poległych w wojnach: prusko-austriackiej z 1866 r. i francusko-pruskiej z lat 1870–1871. Monument przeniesiono z placu przy obecnej ul. Niepodległości. Pomnik, stojący na cokole i przedstawiający orła, rozebrano po 1945 r.

## Dyrektorzy[1]
- 1945 – 1947 Gwidon Bernat
- 1947 – 1964 mgr Antoni Rzęsikowski (11-latka)
- 1947 – 1964 Gwidon Bernat (Sz. P.)
- 1964 – 1966 mgr Jan Gniadek (11-latka)
- 1966 – 1970 mgr Jan Gniadek
- 1970 – 1972 Grzegorz Szyper
- 1972 – 1975 Janina Nowak
- 1975 – 1979 mgr Kazimierz Powroźnik
- 1979 – 1990 mgr Krystyna Wójcik
- 1990 – 1995 mgr Kazimiera Grenda
- 1995 – 2004 mgr Dariusz Niewiarowski
- 1999 – 2004 mgr Jan Zieliński (1952-2020) (gimnazjum)
- 2004 – 2008 dr Mirosław Wojciechowski (gimnazjum)
- 2008 – 2017 mgr Danuta Markuszewska (gimnazjum)